# Bābā Shams
Bābā Shams (persiska: بابا شمس) är en ort i Iran.   Den ligger i provinsen Ilam, i den västra delen av landet, 500 km sydväst om huvudstaden Teheran. Bābā Shams ligger 1 074 meter över havet och antalet invånare är 353.
Terrängen runt Bābā Shams är kuperad åt nordost, men åt sydväst är den bergig.Runt Bābā Shams är det ganska glesbefolkat, med 39 invånare per kvadratkilometer. Närmaste större samhälle är Īlām, 19,9 km väster om Bābā Shams. Omgivningarna runt Bābā Shams är i huvudsak ett öppet busklandskap.